# Lottie (Vorname)
Lottie ist ein weiblicher Vorname, eine Koseform von Charlotte oder von Liselotte oder Lieselotte.

## Häufigkeit
Der Vorname Lottie ist selten. Er wurde von 2010 bis 2020 in Deutschland ungefähr 40 Mal als erster Vorname vergeben.

## Namensträger
- Lottie Beaman (1900–nach 1929), amerikanische Bluessängerin und Musikerin
- Francis und Lottie Brunn, international gefeierter Jongleur-Akt, bestehend aus den Geschwistern Franz Josef Brunn (1922–2004) und Lieselotte (Lottie) Brunn (1925–2008)
- Lottie Cunningham Wren (* 1959), nicaraguanische Rechtsanwältin aus der Volksgruppe der Miskito
- Lottie Dod (1871–1960), britische Sportlerin (Tennis)
- Lottie Hightower (1891–nach 1957), amerikanische Jazzmusikerin (Piano)
- Charlotte Marsau (auch Lottie Marsau) (* 1953), deutsche Musikerin und Filmregisseurin
- Lottie Neher (1894–1927), Schweizer Malerin
- Lottie Pickford (1893–1936), US-amerikanische Schauspielerin kanadischer Herkunft der Stummfilmära.
- Visa Vie (* 1978), deutsche Podcasterin (Künstlername ab 2024)